# Стипе Угарковић
Стипе Угарковић (Мало Поље, код Перушића, 31. октобар 1910 — Загреб, 19. јануар 1985) био је учесник Народноослободилачке борбе, организатор устанка у Лици и друштвено-политички радник СФР Југославије и СР Хрватске.

## Биографија
Стипе Угарковић рођен је 31. октобра 1910. године у Малом Пољу код Перушића. Бачварски занат изучио је у Сиску, одакле је 1928. године прешао је у Загреб. Био је активан у УРС-овим синдикатима. Јула 1934. године постао је члан Комунистичке партије Југославије.
После два полицијска изгона из Загреба, запослио се у Вараждину, одакле 1937. године, након хапшења и изгона одлази у Крањ. Од 1938. године био је на илегалном партијском раду у Загребу, где је био члан Месног комитета КП Хрватске и од 1939. његов секретар. Исте године ухапшен је и бачен у концентрациони логор у Лепоглаву, где је био до априла 1940. године. Те године изабран је за члана Централног комитета КПХ, а на Петој земаљској конференцији и за кандидата Централног комитета КПЈ.
ЦК КПХ упутио га је јула 1941. године у Лику, где је радио на организовању устанка. У току Народноослободилачког рата био је командант партизанског батаљона „Божидар Аџија“ и политички комесар Четрнаесте приморско-горанске бригаде. Од маја 1943. године био је на раду у Повереништву ЦК КПХ за северну Хрватску.
После ослобођења био је на дужностима у Савезу синдиката Југославије, од 1951. до 1956. године директор Републичког завода за социјално осигурање, а од 1956. до 1964. секретар за рад Извршног већа Сабора.
Умро је 19. јануара 1985. године у Загребу. Сахрањен је на загребачком гробљу Мирогој.

## Дела и одликовања
Аутор је неколико књига везаних уз тематику НОБ-а, од којих су неке:
- „Записи илегалца“, Загреб 1953.
- „Милости не тражим: записи и успомене о народном хероју Ради Кончару“, Загреб 1959.
- „Српом и чекићем“, Загреб 1959.
- „Загреб, град херој: спомен-обиљежја револуцији“ (коаутор др. Иван Очак), Загреб 1979.

Носилац је Партизанске споменице 1941. године.